# Federico Curiel
Federico Antonio Curiel Espinosa de los Monteros (Monterrey, Nuevo León, México; 19 de febrero de 1917 - Cuernavaca, Morelos, México; 17 de junio de 1985), apodado como Pichirilo, fue un dibujante, caricaturista, compositor, cantante, actor, director y escritor mexicano, notable desde la Época de Oro del cine mexicano.

## Biografía
Nacido en Monterrey, Nuevo León, México el 19 de febrero de 1917, se desenvolvió como dibujante, caricaturista, compositor, cantante, actor, director y escritor de cine. Desde pequeño radicó muchos años en Guadalajara, Jalisco, México en donde estudió dos años la carrera de Medicina y trabajó como dibujante, compositor y cantante

## Filmografía

### Como director
| - 1960: Neutrón, el enmascarado negro - 1960: La maldición de Nostradamus - 1963: Secuestro en Acapulco - 1961: Aventuras del látigo negro - 1961: Con la misma moneda - 1961: La maldición de Nostradamus - 1961: La sangre de Nostradamus - 1961: Santo contra el rey del crimen - 1961: Santo en el hotel de la muerte - 1961: Santo contra el cerebro diabólico - 1962: Cazadores de cabezas - 1962: Dinamita Kid - 1962: El destructor de monstruos - 1962: Nostradamus, el genio de las tinieblas - 1962: El Látigo negro contra los farsantes - 1962: La barranca sangrienta - 1962: La marca del gavilán - 1962: La muerte pasa lista - 1962: La venganza del resucitado - 1962: Los autómatas de la muerte - 1962: Los Encapuchados del infierno - 1962: Neutrón el enmascarado negro - 1962: Sangre sobre el ring - 1963: Aventuras de las hermanas X - 1963: El Tesoro del rey Salomón - 1963: Las Vengadoras enmascaradas - 1963: Neutrón contra el Dr. Caronte - 1963: Tin-Tán el hombre mono - 1964: Juicio contra un ángel - 1964: Las dos galleras - 1964: Las hijas del Zorro - 1964: Las Invencibles - 1966: Le Sorelle Zorro - 1967: Demonios sobre ruedas - 1967: El imperio de Drácula - 1967: Retablos de la Guadalupana - 1968: Arañas infernales - 1968: La sombra del murciélago | - 1968: Los Canallas - 1968: María Isabel - 1969: Enigma de muerte - 1969: Las Vampiras - 1969: Super Colt 38 - 1969: Valentín Armienta el vengador - 1970: Cruz de amor - 1970: El amor de María Isabel - 1970: La venganza de las mujeres vampiro - 1970: Quinto patio - 1970: Santo contra la mafia del vicio - 1970: Las momias de Guanajuato - 1971: Misión suicida - 1971: Los Campeones justicieros - 1971: Superzam el invencible - 1972: Nino - 1972: Vuelven los campeones justicieros - 1973: Santo contra los secuestradores - 1975: El Caballo del diablo - 1975: Me caíste del cielo - 1977: Carita de primavera - 1977: Dios los cría - 1977: Oro negro - 1978: El Andariego - 1980: Ay Chihuahua no te rajes! - 1980: Dos hermanos murieron - 1980: El jinete de la muerte - 1981: Contacto Chicano - 1982: El canto de los humildes - 1982: La sangre de nuestra raza - 1982: Los cuates de la Rosenda - 1982: Presos sin culpa - 1983: Las musiqueras - 1983: El asesino - 1983: Hombres de tierra caliente - 1984: Bohemios de afición - 1984: La silla vacía |

### Como escritor
| - 1958: El Látigo negro - 1958: El Misterio del látigo negro - 1959: El Ánima del ahorcado contra el látigo negro - 1960: Neutrón, el enmascarado negro - 1961: Aventuras del látigo negro - 1961: El fistol del diablo - 1961: Juego diabólico - 1961: Santo contra el rey del crimen - 1961: Santo en el hotel de la muerte - 1961: Santo contra el cerebro diabólico - 1962: Cazadores de cabezas - 1962: Dinamita Kid - 1962: El ataúd infernal - 1962: El barón del terror - 1962: Nostradamus, el genio de las tinieblas - 1962: El terrible gigante de las nieves - 1962: La barranca sangrienta - 1962: La venganza del resucitado - 1962: Los autómatas de la muerte - 1962: Los Encapuchados del infierno - 1962: Sangre sobre el ring - 1963: Aventuras de las hermanas X - 1963: El monstruo de los volcanes - 1963: La cabeza viviente | - 1963: La Garra del leopardo - 1963: Las Vengadoras enmascaradas - 1963: Neutrón contra el Dr. Caronte - 1963: Secuestro en Acapulco - 1964: El Asalto - 1964: Las hijas del Zorro - 1964: Las Invencibles - 1965: La Maldición del oro - 1968: Las Sicodélicas - 1968: Los Asesinos - 1969: Las Vampiras - 1969: Super Colt 38 - 1970: Quinto patio - 1970: Simplemente vivir - 1971: Ssuperzam el invencible - 1975: El Caballo del diablo - 1975: Me caíste del cielo - 1977: Carita de primavera - 1977: Dios los cría - 1977: Oro negro - 1978: El Andariego - 1978: Picardía mexicana - 1980: Ay Chihuahua no te rajes! - 1982: La sangre de nuestra raza |

### Como actor
| - 1949: No me defiendas compadre de Gilberto Martínez Solares - 1951: El Suavecito de Fernando Méndez - 1951: Los Apuros de mi ahijada de Fernando Méndez - 1952: El Lobo solitario de Vicente Oroná - 1952: La Justicia del lobo de Vicente Oroná - 1952: Los Hijos de nadie (Dos caminos) de Carlos Véjar hijo - 1952: Sígueme corazón de Raúl de Anda - 1952: Traigo mi 45 de Vicente Oroná - 1952: Vuelve el lobo de Vicente Oroná - 1953: Ahí vienen los gorrones de Gilberto Martínez Solares - 1953: No te ofendas, Beatriz de Julián Soler - 1953: El Jugador de Vicente Oroná - 1953: Frontera norte de Vicente Oroná - 1955: La gaviota de Raúl de Anda - 1956: Bataclán mexicano de Raúl de Anda - 1956: Caras nuevas de Mauricio de la Serna - 1956: La mort en ce jardin de Luis Buñuel - 1956: Los Gavilanes de Vicente Oroná - 1957: El buen ladrón de Mauricio de la Serna - 1957: Mi influyente mujer de Rogelio A. González - 1957: Pablo y Carolina de Mauricio de la Serna - 1958: Échenme al gato de Alejandro Galindo | - 1958: El Látigo negro de Vicente Oroná - 1958: El Misterio del látigo negro de Vicente Oroná - 1958: El Último rebelde de Miguel Contreras Torres - 1959: 800 leguas por el Amazonas de Emilio Gómez Muriel - 1959: Ando volando bajo de Rogelio A. González - 1959: El Ánima del ahorcado contra el latigo negro de Vicente Oroná - 1960: Dos hijos desobedientes de Jaime Salvador - 1962: El barón del terror de Chano Urueta - 1962: Paraíso escondido de Mauricio de la Serna y Raphael J. Sevilla - 1964: Frente al destino de Juan José Ortega - 1964: Las Invencibles como él - 1968: Los Canallas como él - 1969: Mil máscaras de Jaime Salvador - 1969: Valentín Armienta el vengador como él - 1970: La venganza de las mujeres vampiro como él - 1971: El Ídolo de Alfredo B. Crevenna - 1971: Superzam el invencible como él - 1972: Mecánica nacional de Luis Alcoriza - 1975: Las fuerzas vivas de Luis Alcoriza - 1977: Oro negro como él - 1984: El padre Trampitas de Pedro Galindo III |

### Como productor
- 1964: Juicio contra un ángel de lui-même

## Reconocimientos
- 1958: Premio Ariel como nominado a actor de cuadro por El Buen ladrón de Mauricio de la Serna.